# Erik Vlček
Erik Vlček, född den 29 december 1981 i Komárno, Slovakien, är en slovakisk kanotist.
Han tog OS-brons i K-4 1000 meter i samband med de olympiska kanottävlingarna 2004 i Aten.
Han tog därefter OS-silver i samma gren i samband med de olympiska kanottävlingarna 2008 i Peking.
Vlček tog sin tredje olympiska medalj, ett silver, i K-4 1000 meter i samband med de olympiska kanottävlingarna 2016 i Rio de Janeiro. Vid olympiska sommarspelen 2020 i Tokyo tog Vlček brons i K-4 500 meter.